# Deborah Pryce
Deborah Denine Pryce (Warren, 29 luglio 1951) è una politica e avvocato statunitense, membro della Camera dei Rappresentanti per lo stato dell'Ohio dal 1993 al 2009.

## Biografia
Allieva dell'Università statale dell'Ohio, la Pryce si laureò in legge. Dopo aver lavorato come avvocato, entrò nel Partito Repubblicano e riuscì ad ottenere un seggio alla Camera dei Rappresentanti nel 1993.
Conservatrice in campo fiscale ma moderata sul piano sociale, la Pryce riuscì a farsi riconfermare dagli elettori per altri sette mandati.
Nelle elezioni del 2006 tuttavia si trovò davanti ad una dura opposizione da parte della democratica Mary Jo Kilroy. La competizione fu molto serrata e alla fine la Pryce prevalse per pochissimi voti. Due anni dopo, in occasione delle elezioni successive, la Pryce rinunciò a chiedere un ulteriore mandato da deputata e la Kilroy, candidatasi nuovamente per il seggio, venne eletta.
Durante la permanenza al Congresso, Deborah Pryce fu molto attiva in materia finanziaria, ma venne criticata dagli ambientalisti per aver dato scarso supporto alla loro causa.